# 山子腳 (臺南市將軍區)
山子腳，原寫為山仔腳，是臺灣臺南市將軍區的一個傳統地域名稱，位於該區西北部。相較於今日行政區，其範圍大致包括將軍里西部邊界地帶中段、玉山里不含東北部、廣山里西半部、長沙里不含北部西側凸出部分的東端、平沙里北大半部、鯤鯓里北部西側凸出部分的北半部，以及北門區慈安里所轄近海沙洲新北港汕的南端。

## 歷史
臺灣日治初期，山子腳地區為一（舊制）街庄，稱為「山仔腳庄」，隸屬於漚汪堡。昔日該庄本島部分北隔蘆竹溝溪（今將軍溪）與溪底藔庄為界，東與將軍庄為鄰，東南邊及南邊為口藔庄，西邊臨臺灣海峽，近海處有南北狹長的沙洲青山港。
1901年（日治明治三十四年）11月，全臺廢縣廳改設二十廳，該庄隸屬於鹽水港廳。1903年（明治三十六年）6月，該庄編入「漚汪區」，隸屬於鹽水港廳。1909年（明治四十二年）10月，合併二十廳為十二廳，漚汪區改隸屬於臺南廳。1920年（大正九年），全臺地方制度大改正，廢十二廳改設五州二廳，該庄改制並雅化為「山子腳」大字，隸屬於臺南州北門郡將軍庄（新制街庄）。
戰後將軍庄改制為將軍鄉，隸屬於臺南縣，大字亦改制為村。1950年10月，雲、嘉、南分治，將軍鄉仍隸屬於臺南縣。2010年12月25日，臺南縣市合併，將軍鄉改制為將軍區，隸屬於新成立的直轄市臺南市，村亦改制為里。

## 聚落
本地區發展較早的聚落有頂山仔腳、下山仔腳、馬沙溝等，在日治期初期的官方地圖上已有記載。此外，本地區尚有三塊厝聚落。

## 交通
省道台61線又稱「西部濱海快速公路」，目前通車路段北起新北市八里區臺北港，南至臺南市七股區九塊厝，經過本地區西部，並在本地區區道南312線（西濱快速道路將軍連絡道）交會口設有將軍交流道。由此可快速前往台灣西部沿海各地。
市道173甲線是北門區蘆竹溝至七股區九塊厝的道路，全線與省道台61線並行，為其兩側平面車道。
區道南18線是將軍至苓子寮的道路。
區道南20線是馬沙溝至漚汪的道路。
區道南25-1線是頂山至中寮的道路。
區道南312線又稱為「西濱快速道路將軍連絡道」，是馬沙溝至將軍的道路。

## 學校
- 長平國小

## 產業
- 將軍漁港
- 馬沙溝漁港

## 景點
- 馬沙溝海水浴場